# Уваринський
Пам'ятка природи «Уваринський» (рос. Памятник природы «Уваринский») — ботанічна пам'ятка природи регіонального значення на території Астраханської області Південного федерального округу Російської Федерації.

## Географія
Пам'ятка природи розташована на території Уваринської сільради Камизяцького району Астраханської області. Займає акваторію єрика Маракша у центральній частині надводної дельти Волги на території села Увари. Єрик не проточний, зарості лотоса поширились навколо острова Церковного в межах села з південного, східного та західного боку і замають площу 0,8-0,9 га. Середня глибина водойми приблизно 1 м, максимальна — 1,5-1,7 м. Окрім того тут зростають ряска мала, роголисник темно-зелений, уруть мутовчаста (Myriophyllum verticillatum) та інші види.

## Історія
Резерват був утворений 18 травня 1995 постановою голови адміністрації Астраханської області № 122 з метою охорони двох видів рослин, що занесені до Червоної книги Росії, а також середовище їхнього зростання.

## Біоценоз
У пам'ятці природи охороняються червонокнижні рослини Росії — горіхоносний лотос та водяний горіх (чилім).

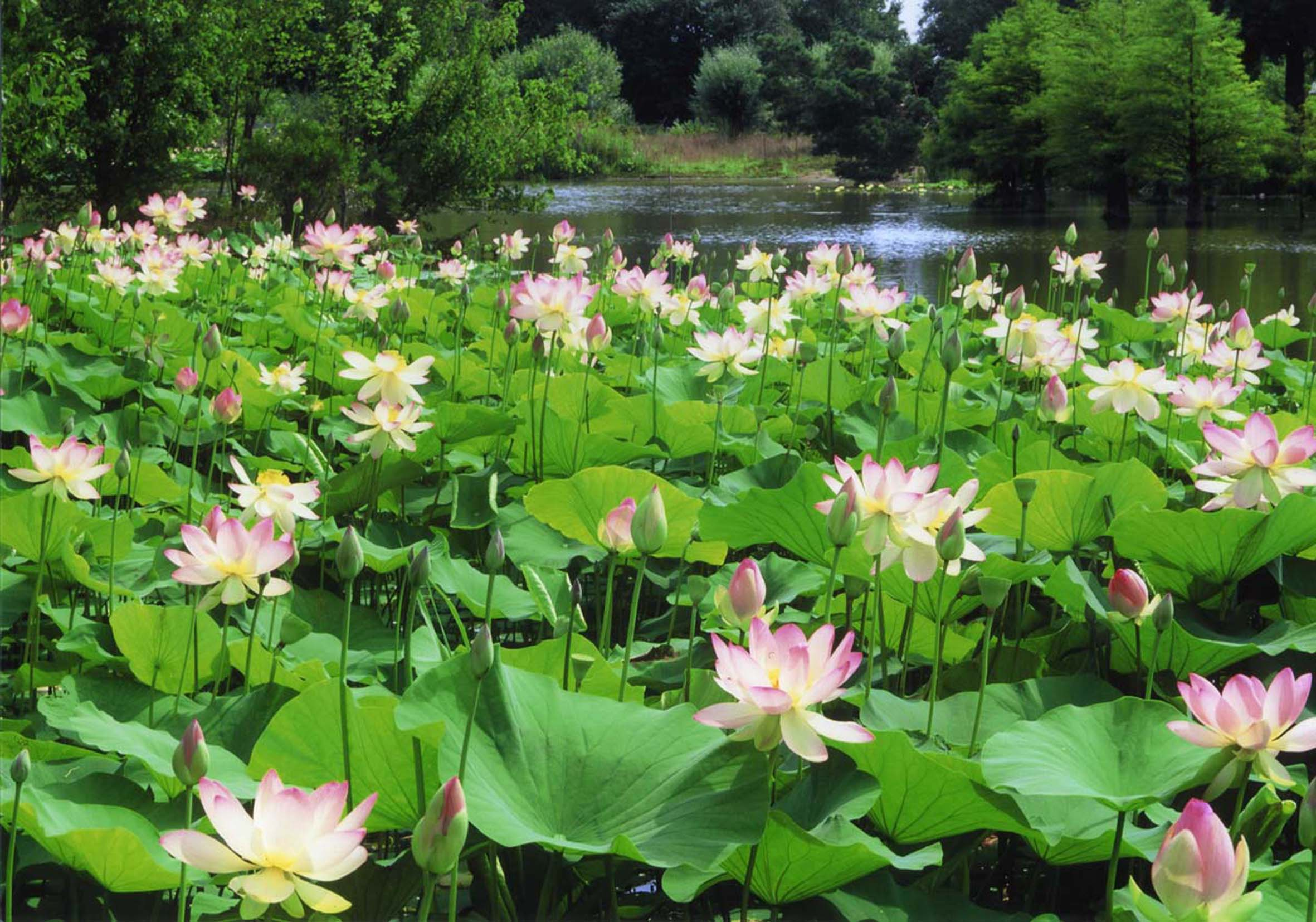
Лотос горіхоносний
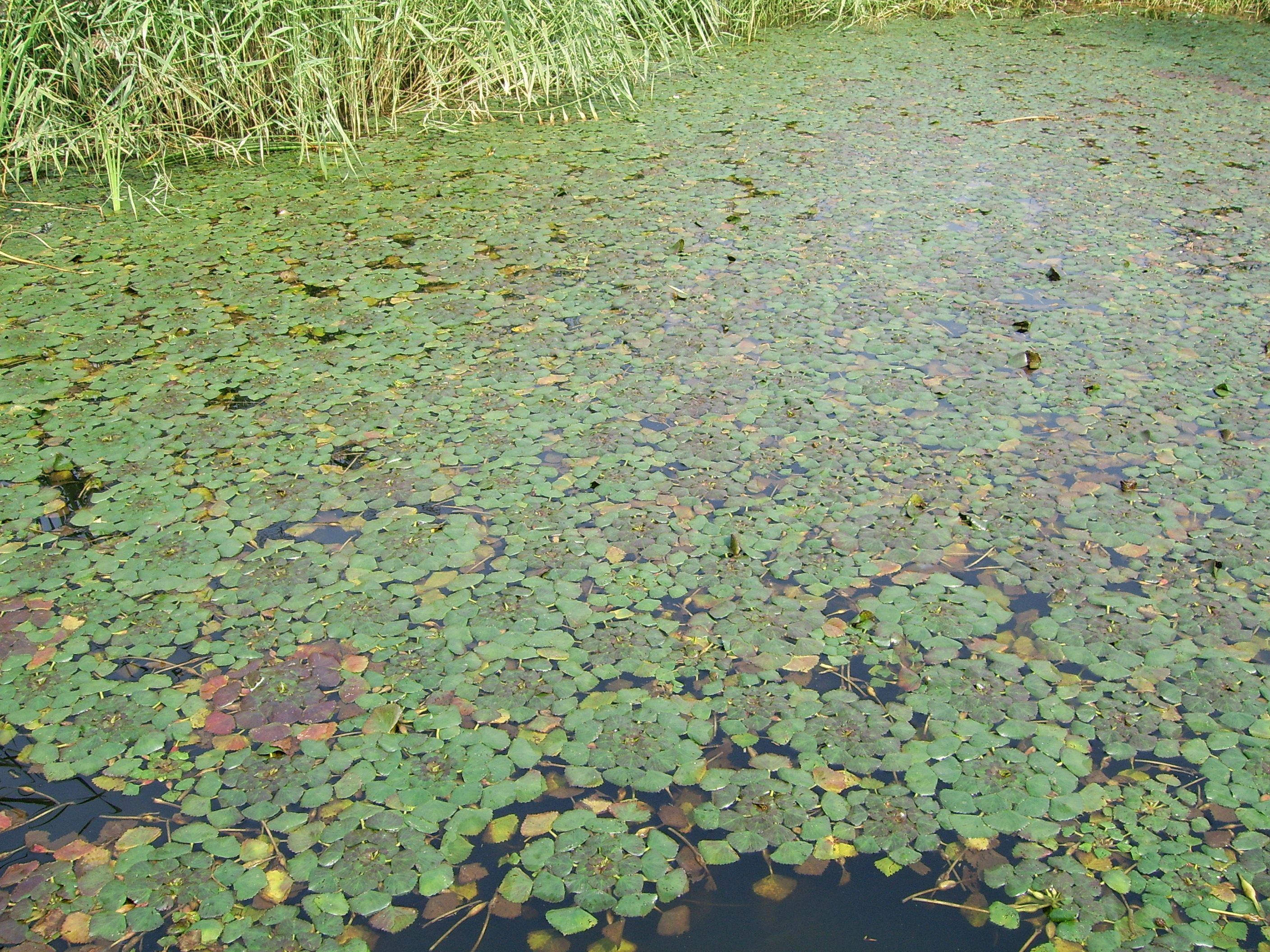
Водяний горіх (чилім)

## Екологія
Серед обов'язкових заході зі збереження заростів рослин слід проводити періодичне підкачування води з річки Уваринки до єрика Маракша.